# 얼스터 보수당과 연합당
얼스터 보수당과 연합당 (Ulster Conservatives and Unionists), 공식 등록 당명으로 '얼스터 보수당과 연합당 - 새로운 힘' (Ulster Conservatives and Unionists – New Force, UCUNF)은 북아일랜드를 기반으로 한 얼스터 연합당과 보수당 간의 선거 연대 조직이었다.

## 활동

### 2009년 유럽의회 선거
2009년 유럽의회 선거를 앞두고 출범하였으며, 처음으로 당선자를 배출하였다. 해당 정당명을 내걸고 출마한 최초의 후보는 얼스터 연합당의 짐 니콜슨으로, 82,893표 득표, 17.0% 득표율을 얻으며 유럽의회 의원으로 당선되었다.

### 2010년 영국 총선
2010년 2월 24일, 연대측은 오는 영국 총선에서 18개 지역구 중 최소 9명의 후보를 낼 것이라고 선언하였다. 얼스터 연합당의 유일한 국회의원인 노스다운 지역구의 실비더 허먼 의원은 2009년 초부터 보수당과의 연대를 향한 대중의 불만을 감지하고 있었고, 2010년 3월에는 연합당을 탈당하여 무소속으로 출마하기로 결정하였다. 이로서 연합당은 원외정당으로 밀려났다. 2010년 4월 7일에는 퍼매너 사우스티론 지역구 후보인 톰 엘리엇이 로드니 코너 무소속 후보를 위해 후보직을 사퇴, 해당 지역구에는 연합당 후보가 출마하지 않게 되었다.
한편 보수당은 얼스터 연합당 측에 합당을 계속해서 제의하고 있었다.
지금 상황에서 북아일랜드 국회의원들은 아직 분권되지 못한 처지를 놓고 그 결론에 개입해야 합니다. 저는 제일 능력있는 사람이 제 정부를 이루기를 원하는데, 그말인즉슨 영국 각지의 인물들을 쓰겠단 말이죠. 훌륭한 얼스터인이 우리의 TV 화면 속에, 우리의 회의실에, 우리 군대에 있어도 우리 내각에는 왜 없는 것일까요? 북아일랜드 정치의 반쯤 고립된 처지는 끝내야 합니다. 진정한 대의민주주의도 아니며 바뀌어야 합니다.— 데이비드 캐머런 총리

2010년 총선에서 보수당과 얼스터 연합당의 선거연대가 거둔 성적은 0석이었다. 노스다운 지역구의 탈환을 노렸던 얼스터 연합당은 무소속으로 출마한 실비아 허먼 의원에게 패배하였고, 코너 후보도 퍼매너 사우스티론 지역구에서 낙선하였다. 북아일랜드 전역에서 얼스터 보수당-연합당 연대가 거둔 득표율은 15.2%였다.

### 연대 해체
얼스터 연합당의 해체 및 보수당 합당 요청이 실패로 돌아가자, 북아일랜드 내 보수당 조직은 2012년 6월 14일 NI 보수당으로 재출범하였으며, 양당 간의 연대는 끝이 났다.

## 선거 결과

### 유럽 의회
| 선거   | 득표수 | 득표율 (%) | 의석수 |
| ------ | ------ | ---------- | ------ |
| 2009년 | 82,892 | 17.0%      | 1 / 3  |

### 영국 의회
| 선거   | 의회 대수 | 득표율 | 의석수 | +/- | 결과      |
| ------ | --------- | ------ | ------ | --- | --------- |
| 2010년 | 제55대    | 15.2%  | 0 / 18 | 1석 | 의석 없음 |

### 북아일랜드 의회
| 선거   | 의회 대수 | 득표수 | 득표율 | 의석수   | 결과          |
| ------ | --------- | ------ | ------ | -------- | ------------- |
| 2011년 | 제4대     | 87,531 | 13.2%  | 16 / 108 | 연립내각 참여 |